# Niembro (Llanes)
Niembro (oficialmente, en asturiano, Niembru) es un lugar de la parroquia asturiana de Barro, en el concejo español de Llanes. Es un pueblo costero que se encuentra a ocho kilómetros al oeste de Llanes. 

## Topónimo
Procede del latín nemorem: 'bosque', como señala Xulio Concepción en Diccionario Etimológico de Toponimia Asturiana.

## Visitantes ilustres
En Niembro tiene casa el empresario y coleccionista de arte, astur-mexicano, Juan Antonio Pérez Simón, que acostumbra a reunir en verano a una serie de personalidades. También la tenía el filósofo Gustavo Bueno, donde falleció el 7 de agosto de 2016.